# Textur (Psychologie)
Textur bedeutet in der Wahrnehmungspsychologie die mit dem Auge erfassbare Beschaffenheit einer Oberfläche. Nach Englert (1993) ist die Textur diejenige Sehwahrnehmung, durch die sich zwei aneinandergrenzende, strukturierte Teile des Gesichtsfeldes bei Betrachtung mit unbewegtem Auge spontan unterscheiden. Die Anzahl der Dimensionen der Textur ist bislang unbekannt, liegt aber wahrscheinlich bei fünf und mehr. Zum Beispiel klassifizieren Tamura, Mori und Yamawaki Texturen nach Grobheit (coarseness), Kontrast (contrast), Gerichtetheit (directionality), Linienartigkeit (Line-Likeness), Gleichmäßigkeit (regularity) und Rauheit (roughness), wobei Rauheit von anderen Wissenschaftlern als taktiles und nicht als visuelles Attribut angesehen wird.

## Quelle
1. ↑  Hideyuki Tamura, Shunji Mori,Takashi Yamawaki: Textural Features Corresponding to Visual Perception. In: IEEE (Hrsg.): IEEE Transactions on Systems, Man, and Cybernetics. Band 8, Nr. 6, Juni 1978, ISSN 0018-9472, S. 460–473, doi:10.1109/TSMC.1978.4309999 (englisch).